# Zerstörer 45
Flakpanzer IV «Zerstörer 45» (рус. — Противовоздушный танк IV «Разрушитель 45») 3 cm Flakvierling MK 103/1-8 auf Sfl PzKpfw IV. — немецкая опытная зенитная самоходная установка времён Второй мировой войны, разработанная на базе среднего танка PzKpfw IV в конце 1944 года в качестве замены Wirbelwind.

## История создания
Первой реальной попыткой создать самоходную зенитную установку на базе танкового шасси была Flakpanzer 38(t). В ходе эксплуатации был выявлен ряд недостатков: слабая огневая мощь, отсутствие полностью защищённой башни и общее слабое бронирование. Было сочтено, что шасси Panzer IV было более подходящим для этой задачи. Первым Flakpanzer IV стал Möbelwagen. Он страдал от тех же проблем, что и Flakpanzer 38(t). Кроме того, ему требовалось время на подготовку к стрельбе, что также снижало его боевую эффективность. По этим причинам немецкая армия сосредоточилась на разработке зенитного орудия на базе Panzer IV с полностью вращающейся и защищённой башней.
Такой машиной стал Wirbelwind, вооружённый четырьмя зенитными пушками Flak 38 L/65 калибра 20 мм. Он был разработан и построен немецкой армией без привлечения коммерческих фирм. В связи с ухудшением экономической ситуацией были использованы отремонтированные шасси танков, а не новые шасси. В ходе эксплуатации Wirbelwind зарекомендовал себя как эффективное противовоздушное средство. Несмотря на это, он рассматривался как временное решение, пока не будут разработаны совершенные зенитные установки. В конце 1944 года было принято решение модернизировать Wirbelwind, установив на него более мощное вооружение. Это привело к созданию Flakpanzer IV «Zerstörer 45», вооружённый четырьмя зенитными пушками MK 103/38.

## Проектирование и разработка
В ноябре 1944 года небольшой мастерской Ostbau-Sagan, организованной немецкой армией, был построен прототип новой самоходной зенитной установки. Он представлял из себя Flakpanzer IV Möbelwagen, вооружённый четырьмя 30-мм зенитными пушками MK 103/38. Установка пушки MK 103/38 на лафет получила обозначение Flak 103/38 «Jaboschreck» (рус. — «Страх истребителей-бомбардировщиков») Специально для этой машины была разработана установка из четырёх пушек MK 103/38. Такой Flakpanzer IV использовался для испытаний и оценки для последующих разработок. В последствии, установку из четырёх Flak 103/38 предполагалось установить в девятигранную башню Wirbelwind с небольшими изменениями.

## Судьба проекта
Лафетная версия MK 103/38 Flak 103/38 «Jaboschreck» оказалась достаточно эффективным антивоздушным средством обороны. Предполагалось, что Flakpanzer IV «Zerstörer 45», также станет эффективной самоходной зенитной установкой. Однако, её разработка пришлась на неудачное для Германии время. В 1944-1945 годах Красная армия вторглась в Германию.
В различных источниках указывается разная судьба проекта. Согласно первому источнику, две машины были построены к концу 1944 года. Один из них был перевезён вместе с Ostwind II в учебный центр в Ордруфе в Тюрингии, судьба второй машины неизвестна. Согласно второму — было построено шесть лафетных установок для Zerstörer 45. Третий источник утверждает, что был произведён только один Flakpanzer IV «Zerstörer 45».

## Описание конструкции

### Корпус
Как в случае и с Wirbelwind, предполагалось, что для Flakpanzer IV «Zerstörer 45» также будут использоваться ремонтные шасси Panzer IV. Из-за ухудшающейся экономической ситуации не было возможности выделить новое шасси. Поэтому Zerstörer 45 мог быть построен на базе Panzer IV Ausf. H и J, а также на базе более старых модификаций.

### Башня
В виду того, что Zerstörer 45 был модифицированной версией Wirbelwind, предполагалось, что башня также будет от него. Стальные пластины соединялись между собой сваркой, образуя девятигранник. Нижние пластины были наклонены наружу, а верхние — внутрь. Наклонная броня обеспечивала дополнительную защиту. В верхнем лобовом листе между зенитными орудиями имелся небольшой люк для командира, чтобы была возможность поражать наземные цели. Новая башня для Zerstörer 45 должна была быть немного длиннее в виду установки нового вооружения.

### Вооружение
В качестве вооружения на Flakpanzer IV «Zerstörer 45» должна была быть установлена орудийная система, состоящая из четырёх 30-мм орудий MK103/38 с новой системой ленточного питания, заменившую кассетное питание на 20 патронов. Ленты помещались в цилиндрические магазины, которые крепились над орудийными установками. Максимальная дальность стрельбы этого орудия по наземным целям составляла около 5700 м, а по воздушным — 4700 м.
Также Zerstörer 45 должен был оснащаться пулемётом MG34, установленным в лобовой части корпуса.

### Экипаж
Экипаж Zerstörer 45 должен был состоять из пяти членов экипажа. Механик-водитель и радист размещались в корпусе машины, как и в Panzer IV. Командир должен был располагаться в задней части башни. Он также должен был выполнять роль наводчика. У Zerstörer 45 должно было быть два заряжающих. Они располагались у орудийных установок и каждый отвечал за заряжание своей половины орудий. 

### Подвеска
Подвеска и ходовая часть были такими же, как у оригинального Panzer IV, без изменений в конструкции. Ходовая часть состояла из восьми сдвоенных обрезиненных опорных катков малого диаметра, четырёх поддерживающих катков, ведущего колеса и ленивца. Опорные катки были сблокированы попарно на балансирах на листовых рессорах.

### Двигатель
Zerstörer 45 должен был оснащаться двигателем Maybach HL 120 TRM мощностью 272 л.с.